# Humphrey de Trafford, 4. Baronet
Sir Humphrey Edmund de Trafford, 4. Baronet MC JP DL (* 30. November 1891; † 6. Oktober 1971) war ein bekannter englischer Pferderennstallbesitzer. Er war der Großvater von Andrew Parker Bowles.

## Biografie
Trafford war der Sohn von Sir Humphrey de Trafford, 3. Baronet, und Violet Alice Maud Franklin. Er besuchte die Oratory School in Edgbaston, Birmingham, und das Royal Military College Sandhurst. Danach trat er als Offizier der Coldstream Guards in die British Army ein. Er kämpfte im Ersten Weltkrieg, wurde mentioned in dispatches und 1917 mit dem Military Cross ausgezeichnet und erreichte den Rang eines Captain.
Am 2. Oktober 1917 heiratete Trafford Hon. Cynthia Hilda Evelyn Cadogan, Tochter von Henry Arthur Cadogan, Viscount Chelsea und Hon. Mildred Cecilia Harriet Sturt. Das Paar hatte vier Töchter:
- Ann de Trafford (1918–1987), ⚭ Derek Henry Parker Bowles, Eltern von Andrew Parker Bowles;
- Mary de Trafford (1920–2007), ⚭ Sir James Bowes-Lyon;
- Violet de Trafford (* 1926), ⚭ Sir Max Aitken, 2. Baronet;
- Catherine de Trafford (* 1928), ⚭ Fulke Walwyn.

Humphrey de Trafford war Amateurreiter, Rennstallbesitzer und Mitglied des Jockey Clubs. 1926 kaufte Trafford das Gut Newsells Park in Barkway bei Royston in Hertfordshire. Hier baute er ein Gestüt auf, dem einige bekannte Rennpferde entstammten, darunter Alcide und Parthia, die in den 1950er Jahren bedeutende Rennen gewannen. 1944 erhielt er das öffentliche Amt eines Justice of the Peace für Hertfordshire, 1945 das des High Sheriff von Hertfordshire und 1946 das eines Deputy Lieutenant von Hertfordshire.
Mit dem Tod seines Vaters am 10. Januar 1929 erbte Trafford dessen Adelstitel als 4. Baronet, of Trafford Park in the County of Lancaster.
Sir Humphrey Edmund de Trafford starb am 6. Oktober 1971 im Alter von 79 Jahren, ohne männliche Nachkommen, daher erbte sein Bruder Rudolph Edgar Francis (1894–1983) seinen Adelstitel als 5. Baronet.